# Lubudi
Pour les articles homonymes, voir Lubudi (homonymie).
Lubudi est une localité chef-lieu du territoire éponyme de la province du Lualaba en république démocratique du Congo.

## Géographie
La localité est située sur la route nationale 1 à 205 km au nord-est du chef-lieu provincial Kolwezi.

## Administration
Chef-lieu territorial de 5 552 électeurs recensés en 2018, la localité a le statut de commune rurale de moins de 80 000 électeurs, elle compte 7 conseillers municipaux en 2019.

## Population
Le recensement date de 1984,.
| 1984 | 2004   | 2012   |
| ---- | ------ | ------ |
| -    | 18 914 | 22 290 |

## Économie
- Cimenteries de Lubudi